# Drehmomentschlüssel
Drehmomentschlüssel ist die allgemeine Bezeichnung für ein handgeführtes Schraubwerkzeug, mit dem ein definiertes Anzugsmoment auf ein Verbindungselement wie eine Schraube oder Mutter ausgeübt werden kann, um die notwendige Klemmkraft zwischen den zu verbindenden Bauteilen auch während des Einsetzens der maximalen Betriebskräfte zu gewährleisten. Nach DIN EN ISO 6789 unterscheidet man anzeigende Drehmomentschlüssel (Messschlüssel) von auslösenden Typen (Klick- oder Knackschlüssel).
Drehmomentschlüssel gibt es in verschiedenen Größen und Ausführungen, die jeweils einen bestimmten Drehmomentbereich abdecken. Das maximal erreichbare Anzugsmoment ist zum einen begrenzt durch die Kraft, die der Benutzer aufbringen kann, zum anderen durch die Hebellänge, bis zu der ein manuelles Werkzeug handhabbar bleibt (etwa 1,5 Meter). Dadurch liegt die theoretische Grenze bei etwa 1500 N m. In der Praxis sind Schlüssel mit über 1300 N m selten anzutreffen. Höhere Drehmomente können durch Kombination von Drehmomentschlüssel mit Drehmomentvervielfältigern oder hydraulischen Schraubern (siehe dazu Hydraulikschrauber) erzeugt werden. Umgangssprachlich werden Drehmomentschlüssel auch als Nussknacker, Kraftschlüssel oder Kiloschlüssel bezeichnet.

## Anwendungsgebiete
Die Verschraubung ist eine im Maschinenbau häufig genutzte Verbindung. Zum Schließen der Verbindungselemente müssen geeignete Montagewerkzeuge eingesetzt werden. Mit den genormten und in der Praxis üblichen Schraubwerkzeugen, zum Beispiel mit Maul-, Ring- und Steckschlüsseln, können die meisten Verschraubungsfälle bei Herstellung und Instandhaltung von Produkten durchgeführt werden. Das bei der Verwendung handgeführter Werkzeuge übertragene Moment ist dabei abhängig von der physischen Kondition des Benutzers und dessen individuellem Empfinden. Dazu kommt, dass bei größeren Schlüsselweiten der genormte Hebelarm so bemessen wurde, dass das Übertragen des notwendigen Drehmomentes ohne Hilfsmittel nicht möglich ist. Steigen die Ansprüche an eine Schraubverbindung und ist ein Vorspannen der Schraube mit einer definierten Kraft gefordert, wird ein geeignetes Werkzeug benötigt. Das gilt nicht nur für Verschraubungen, die mit großen Vorspannkräften belastet werden sollen, sondern auch für solche, die nur mit geringen Momenten vorgespannt werden dürfen. Die Montage empfindlicher halbleiterbestückter Platinen aus dem Bereich des Mobilfunks oder der Mikroelektronik sind ein Beispiel dafür. Der konsequente Leichtbau in der Automobilindustrie sorgt ebenfalls für eine Zunahme der mit einem exakt definierten Moment vorzuspannenden Verbindungen, da der verstärkte Einsatz von neuen Konstruktionswerkstoffen wie Magnesium, Aluminium und Kunststoff dazu führt, dass die Zahl empfindlicher Schraubverbindungen stetig zunimmt. Die geringere Zugfestigkeit dieser Leichtbau-Werkstoffe im Vergleich zu Stahlwerkstoffen führt bei einer Überbeanspruchung der Schraubverbindung zu Beschädigungen des Gewindes und damit zu Schäden.
Kfz-Halter verbinden den Begriff Drehmomentschlüssel meist mit dem Anzug der Radschrauben von Aluminiumfelgen bei einem Radwechsel. Die Automobilindustrie gibt für jedes Fahrzeugmodell – auch beim Einsatz von Stahlfelgen – exakt einzuhaltende Anzugsmomente vor.
Ein anderes Anwendungsgebiet ist die Implantationsmedizin, wo Verschraubungen von Zahnimplantaten oder künstlichen Hüftgelenken mit Hilfe von Drehmomentschlüsseln erfolgen. Aber auch in der Luft- und Raumfahrtindustrie wird drehmomentgenau verschraubt. In der modernen Montagetechnik haben Drehmomentschlüssel einen festen Platz und es ist anzunehmen, dass die Verwendung von Verschraubungen in Leichtbau-Komponenten oder empfindlichen mechanischen oder elektronischen Bauteilen auch in Zukunft zunehmen wird.
Um ein Überdehnen oder Überdrehen von Verschraubungen zu verhindern, finden verschiedene Konzepte Anwendung. Zum einen gibt es drehwinkelgesteuerte Anzugsverfahren, zum anderen drehmomentgesteuerte Verfahren. Beim drehwinkelgesteuerten Anzugsverfahren wird die Schraube mit einem definierten Drehwinkel angezogen, was über einen mechanischen oder elektronischen Messaufnehmer geschieht. Beim drehmomentgesteuerten Anzugsverfahren wird das Drehmoment beim Anziehen gemessen und beim Erreichen eines vorgegebenen Sollwertes eine Aktion ausgelöst.

## Drehmomentschlüssel-Typen

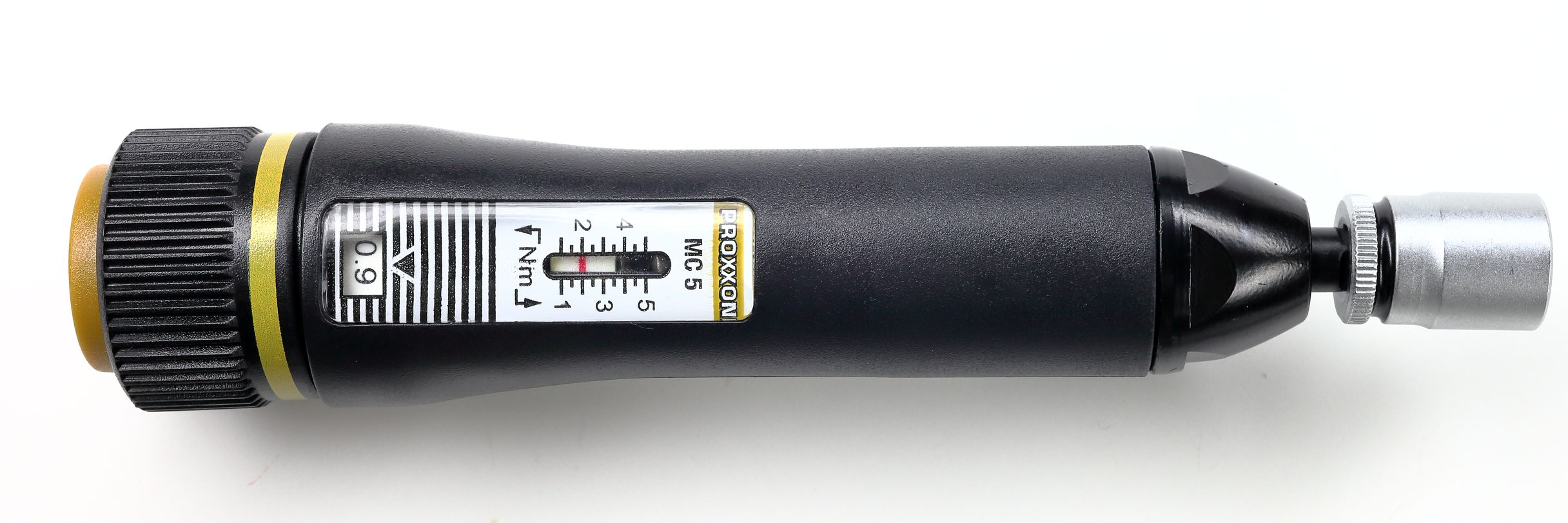
Manueller Drehmomentschrauber für 1/4"-Antrieb, einstellbar zwischen 1 und 5 Nm; höhere Drehmomente lassen sich mit dieser Griffform kaum per Hand aufbringen.

Drehmomentschlüssel gibt es in verschiedenen mechanischen oder elektronischen Ausführungen mit unterschiedlichen Funktionsprinzipien. In der Gruppe der mechanischen Drehmomentschlüssel gibt es die so genannten Knickschlüssel, die beim Erreichen des gewünschten Drehmoments durchknicken oder abbrechen und somit eine weitere Einleitung eines Momentes verhindern. Ebenfalls zu den mechanischen Drehmomentschlüsseln gehören die auslösenden Drehmomentschlüssel (Knack-Schlüssel) und die Slipper.
Knack-Schlüssel erfordern eine sachkundige Handhabung durch den Anwender, da nach dem Auslösesignal die Einleitung des Momentes durch den Anwender gestoppt werden muss. Bei Slippern ist die Auslösegenauigkeit unabhängig von der Fertigkeit des Benutzers, da sie bei Erreichen des Grenzmomentes durchschlupfen und eine weitere Momenteinleitung verhindern. Bei elektronischen Drehmomentwerkzeugen ist wiederum eine sichere Handhabung durch den Anwender erforderlich, da eine optische oder akustische Anzeige des Anzugsmomentes signalisiert, wann das Aufbringen eines Momentes gestoppt werden muss.
Damit die Verschraubungsqualität von Drehmomentwerkzeugen sichergestellt werden kann, erfordern diese eine hohe Auslösegenauigkeit beim Erreichen des eingestellten Drehmoments mit einer entsprechenden Reproduzierbarkeit der Werte (Wiederholgenauigkeit). Dafür sind ein deutlich erkennbares Auslösesignal sowie möglichst geringer Einfluss von Handhabungsunterschieden, beispielsweise durch schnelles oder langsames Anziehen, notwendig.

### Auslösende Drehmomentschlüssel
Bei auslösenden Drehmomentschlüsseln wird mittels einer Skale oder unter Zuhilfenahme eines Prüfgerätes ein bestimmtes Soll- oder Zielmoment eingestellt. Sobald der Drehmomentschlüssel am Antriebsteil (Kraftachse) das voreingestellte Drehmoment erreicht, wird das durch ein hörbares, fühlbares und/oder sichtbares Signal angezeigt, meist durch ein spürbares Klicken/Knacken oder einen herausspringenden farbigen Indikator.
Die gängigsten Ausführungen bestehen aus einem Stahlrohr, dessen Länge auf den abzudeckenden Bereich abgestimmt ist, mit dem darin untergebrachten Auslösemechanismus sowie einer mit dem Griffstück verbundenen Einstellvorrichtung samt Skale. Als Werkzeugträger ist oft eine umschaltbare oder umsteckbare Knarre (auch Ratsche genannt) integriert. Der Antrieb erfolgt dann über einen Vierkantzapfen mit Abmessungen im Zollsystem (1⁄4, 3⁄8, 1⁄2, 3⁄4, 1 oder 1 1⁄2″), auf den verschiedene Steckschlüsseleinsätze (Stecknüsse) aufgesteckt werden können. Andere verbreitete Werkzeugträger sind beispielsweise die Rechteckaufnahme oder die Schwalbenschwanzführung (engl.: Dovetail) für auswechselbare Werkzeugköpfe in verschiedenen Profilen wie unter anderem Maul-, Ring-, Offenring- oder Sechskantschlüssel.
Im Jahre 1938 wurde der erste selbstauslösende Drehmomentschlüssel der Welt zum Patent angemeldet und auf den Markt gebracht (Saltus-Werk Max Forst, Solingen).

### Anzeigende Drehmomentschlüssel
Bei anzeigenden Drehmomentschlüsseln wird über eine mechanische Skale, Messuhr oder elektronische Anzeige der Wert des Drehmomentes angegeben, der von dem Werkzeug am Abtriebsteil aufgebracht wird.
Viele Ausführungen verwenden massive Hebel mit einem Torsionsstab als Antrieb, dessen Verdrehung gegenüber einer mit dem Hebel gekoppelten Skale als Maß für das Drehmoment abgelesen werden kann.
Die einfachste Form dieses Typs besteht aus einem langen Hebelarm zwischen Griff und Schlüsselkopf, bestehend aus einem Material das sich unter Anzugsmoment elastisch biegt. Ein zweiter kleinerer Stab mit einem Indikator ist am Kopfende fixiert und verläuft parallel zum Hebelarm. Dieser zweite Arm bleibt ohne Belastung und somit gerade. Am Griffende ist eine kalibrierte Skale angebracht und die Biegung des Hauptarms bewirkt eine Bewegung auf der Indikatorskale. Wenn das gewünschte Drehmoment angezeigt wird, stoppt der Bediener das Aufbringen der Kraft. Der Schlüssel ist einfach, dauerhaft genau und kostengünstig.
Die Ursprünge des Flachstabschlüssels, wie er heute bekannt ist, gehen zurück in die frühen 1930er-Jahre, als Walter Percy Chrysler für die Chrysler Corporation und die Micromatic Hone Corporation einen Drehmomentschlüssel entwickelte, der dann durch die Cedar Rapids Engineering Company gefertigt und verkauft wurde. Deren regionaler Vertriebsleiter, der junge Ingenieur und Sportflieger Paul Allen Sturtevant aus Elmhurst (IL), entwickelte Chryslers unvollkommene Idee weiter, patentierte seine eigene Erfindung 1938 und vermarktete sie mittels seiner eigenen P. A. Sturtevant Company, Addison (IL).

### Elektronische Drehmomentschlüssel
Bei elektronischen (digital anzeigenden) Drehmomentschlüsseln erfolgt die Messung mittels eines Dehnungsmessstreifens (DMS) am Torsionsstab. Das gewonnene Messsignal wird per Messwertverstärker in die anzuzeigende Krafteinheit (N m, lbf•ft usw.) umgerechnet und auf der digitalen Anzeige (Display) dargestellt. Es können mehrere unterschiedliche Schraubfälle (Verschraubungsdaten oder Grenzwerte) hinterlegt werden. Diese einprogrammierten Grenzwerte werden während des Verschraubungsanzuges permanent mittels LED oder Display visualisiert. Parallel kann diese Art von Drehmomentschlüsseln alle getätigten Messungen in einem internen Messwertspeicher ablegen. Dieser kann per Schnittstelle (z. B. RS-232) ausgelesen oder direkt über einen angeschlossenen Drucker gedruckt werden. Häufiger Anwendungsfall dieser Art von Drehmomentschlüsseln ist die produktionsbegleitende Dokumentation oder QS-Verfahren.

### Programmierbare elektronische Drehmoment- / Drehwinkelschlüssel

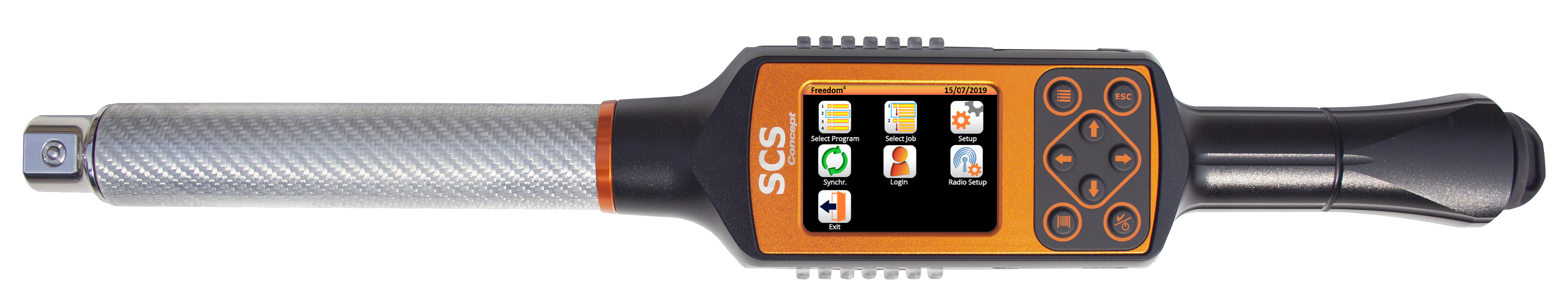
Moderner programmierbarer digitaler/elektronischer Drehmomentschlüssel

Die Drehmomentmessung erfolgt wie beim elektronischen Drehmomentschlüssel, zusätzlich wird ein Winkel ab einem Drehwinkelstartmoment Mα0 ermittelt. Die Messung des Winkels erfolgt mit Hilfe eines Winkelsensors bzw. elektronischen Gyroskops. Anhand der Winkelmessung lassen sich bereits verschraubte Verbindungen erkennen. Mittels des internen Messwertspeichers können statistische Auswertungen durchgeführt werden. Kurvenverläufe können mittels Software über den integrierten Kurvenverlaufsspeicher (Kraft-Weg-Diagramm) analysiert werden. Diese Art von Drehmomentschlüssel kann auch das Losbrechmoment, Weiterdrehmoment und Enddrehmoment eines Schraubverlaufes ermitteln. Über ein spezielles Messverfahren kann die Streckgrenze angezeigt werden (streckgrenzengesteuertes Anziehen). Vorrangig wird dieser Drehmomentschlüssel von Automobilherstellern zur Dokumentation bei drehmoment-drehwinkelgesteuerten Verschraubungen benutzt, da hier zu der Drehmomentvorgabe (N m) noch ein Winkel auf die zu verschraubenden Verbindung (Schraube) aufgebracht werden muss. (z. B. 50 N m + 90°; dabei ist 50 N m = Fügemoment/Schwellwert und +90°= der noch weiterzuziehende Winkel ab dem Schwellwert)
Die Saltus-Werk Max Forst GmbH meldete im Jahr 1995 den ersten elektronischen Drehmomentschlüssel mit referenzarmloser Winkelmessung zur internationalen Patentierung an.

### Mechatronische Drehmomentschlüssel

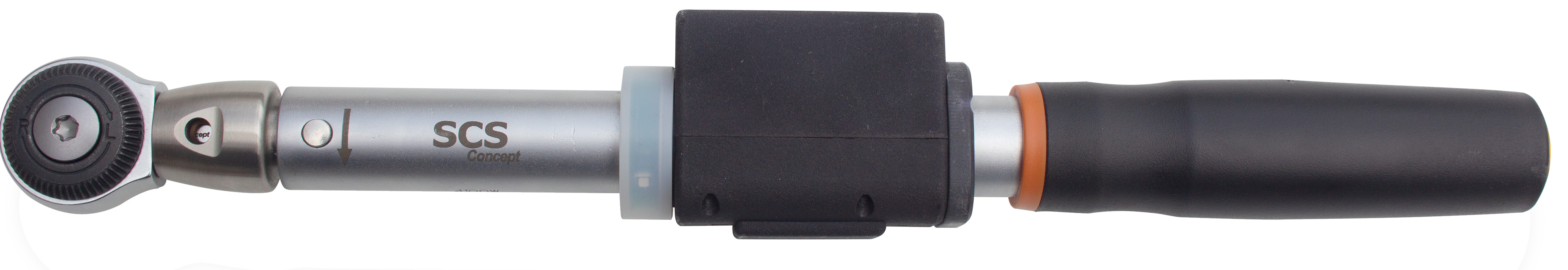
Mechatronischer Drehmomentschlüssel

Die Drehmomentmessung erfolgt wie beim auslösenden Drehmomentschlüssel, zusätzlich wird das Drehmoment digital gemessen (Klick- und Enddrehmoment) wie beim elektronischen Drehmomentschlüssel. Es handelt sich also um eine Kombination von elektronischer und mechanischer Messung. Per Datenfunk werden alle Messungen übertragen und dokumentiert.

## Sonstiges

### Anwendung
In vielen Anleitungen von auslösenden Drehmomentschlüsseln wird darauf hingewiesen, dass nach Gebrauch die Feder entspannt werden soll, d. h. auf das kleinstmögliche Moment einzustellen ist um die Messgenauigkeit zu erhalten.
Wenn mehrere Schrauben mit einem definierten Drehmoment angezogen werden sollen (Rad, Zylinderkopf), so sollten alle Schrauben gleichmäßig angezogen werden und das Anzugsmoment in Zwischenschritten erhöht werden, damit die verschraubten Teile gut sitzen und gleichmäßig angepresst werden.
Werden beispielsweise Radmuttern oder -schrauben an Kraftfahrzeugen angezogen, so soll nicht bis zum maximal möglichen Anzugsmoment von Hand, sondern mit einem Drehmomentschlüssel auf einen fest eingestellten Wert angezogen werden. Bei zu geringem Anzugsmoment können sich die Räder lösen, zu hohe Anzugsmomente können Überdehnung, Verspannung von Bremsenteilen, Radnaben und Felgen oder das Abreißen der Bolzen bzw. Ausreißen der Gewinde die Folge sein. Typische Anzugsmomente für Pkw bewegen sich im Bereich zwischen 40 und 150 N·m (Gewinde zwischen M 10 × 1,25 und M 14 × 1,5).

### Einheiten und Drehmomentbereiche

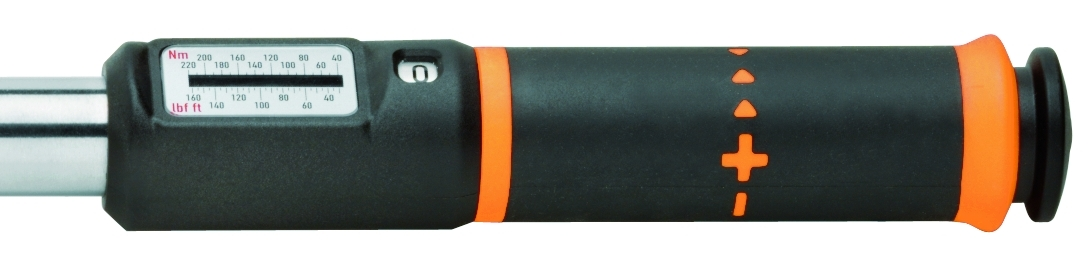
Einstellung des Drehmoments mit Skale

Häufig ist neben der auf SI-Einheiten basierenden N·m-Skale noch eine zweite angebracht, beispielsweise mit der Einheit Pound-force foot (Einheitenzeichen ft·lb, lb·ft, ft·lbs oder lbf·ft) aus dem angloamerikanischen Maß- und Gewichtssystem. Es wird in einigen internationalen technischen Bereichen (Luft- und Raumfahrt) noch häufig eingesetzt. 1 N·m entspricht 0,73756215 lbf·ft, oder umgekehrt 1 lbf·ft entspricht 1,3558179 N·m. Die nicht mehr gültige Einheit Kilopondmeter (Einheitenzeichen kp·m; auch kgf·m, m·kg oder kg·m) ist nur noch selten anzutreffen. 1 kp·m entspricht 9,80665 N·m oder umgekehrt 1 N·m entspricht 0,10197162 kp·m.
Praktikable Größenordnungen für den Werkstattbetrieb beginnen bei etwa 0 bis 6 N m und reichen bis etwa 200 bis 800 N m. Für spezielle Verbindungen, die praktisch nur einmal angezogen werden, ist auch die Anweisung eines niedrigen Anzugsmoments (Schwellmoment) üblich, z. B. Zylinderkopfschrauben. Danach muss der Bolzen einen bestimmten Winkelwert weiter gedreht werden (Nachspannwinkel), um sicher den Bereich der plastischen Verformung (Streckgrenze) zu erreichen.

### Sonderbauarten

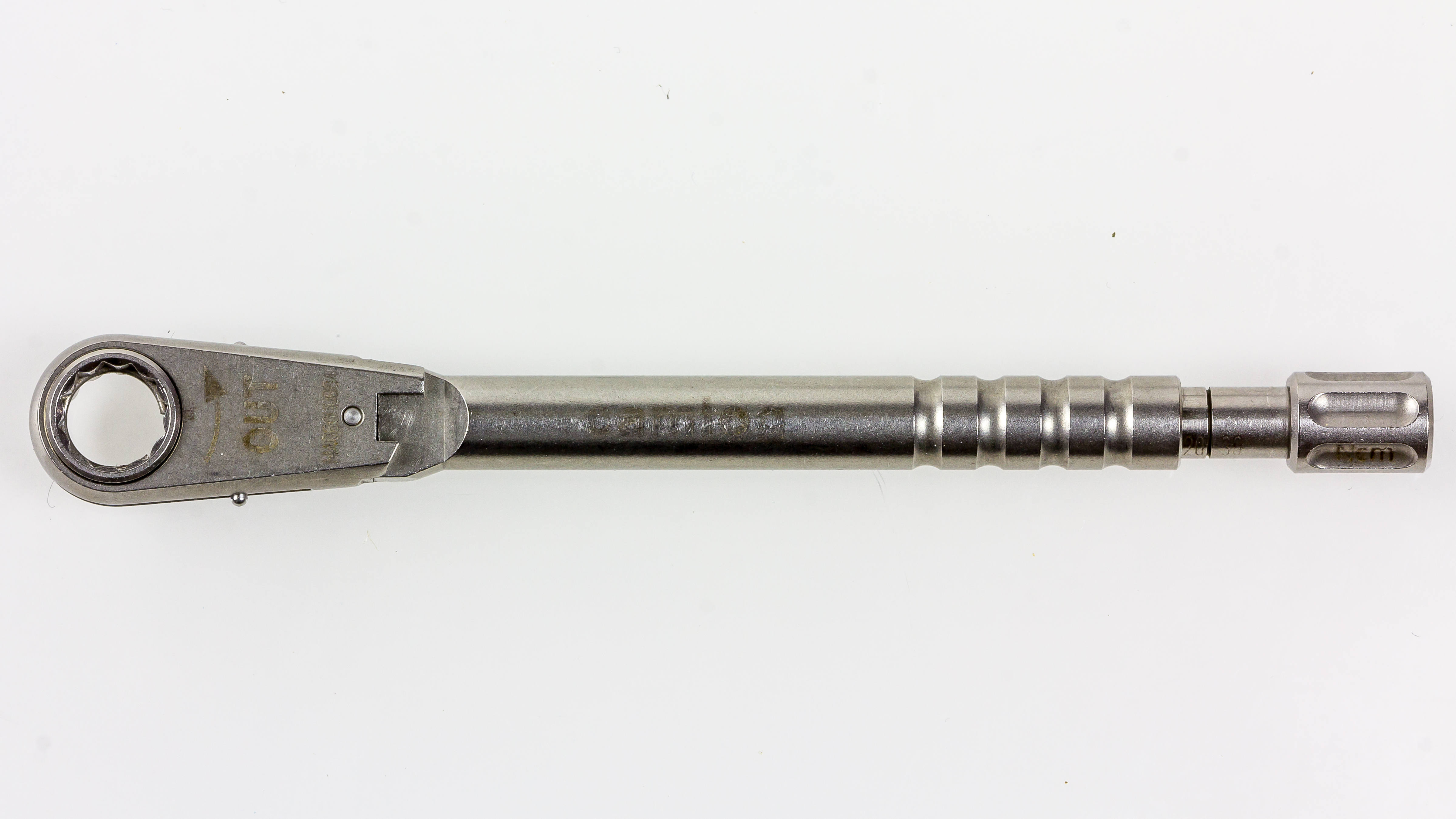
Camlog-Dental-Drehmomentschlüssel für 0–30 N·cm

Sehr geringe, präzise einzuhaltende Drehmomente werden in der Zahnmedizin beim Einschrauben von Implantaten benötigt und mittels spezieller Dental-Drehmomentschlüssel eingehalten.
Eine Sonderform des Drehmomentschlüssels ist das Torsiometer – eine sehr präzise Ausführung, mit der mechanische Reibungswiderstände, beispielsweise in Lenkgetrieben gemessen werden können.
Für feste Drehmomentwerte bei stetig wiederholten Arbeitsschritten wie in der Großserienfertigung, an Taktstraßen, im Fahrzeugbau usw. kommen neben sogenannten Produktionsschlüsseln bevorzugt Druckluft- oder Elektrowerkzeuge (Schrauber) zum Einsatz, bei denen ein Drehmomentbegrenzer integriert oder als Vorsatz angebaut ist.

### Prüfmittelüberwachung
Drehmomentwerkzeuge unterliegen der Norm EN ISO 6789:2017-07. Diese empfiehlt ein Rekalibrierintervall nach einer Gebrauchsdauer von 12 Monaten oder etwa 5000 Lastwechseln. Das ist nötig, da Feder und Begrenzungsmechanismus einem Verschleiß unterliegen.